# Geoprocessing
Geoprocessing è il nome dato ad una famiglia di operazioni GIS utilizzate per la manipolazione di dati spaziali, attuato in genere all'interno di più complesse Spatial Analysis. In particolare, nel fare un'operazione di geoprocessing si elabora un set di dati spaziali per generarne uno o più nuovi in output.
Le più comuni operazioni di geoprocessing sono: sovrapposizioni, intersezioni tra poligoni, buffer, calcolo di centroidi, ed altro.